# Mpanda (Tanzania)
Mpanda is een stad in het westen van Tanzania, in de regio Katavi, waarvan het de hoofdstad is. Het had in 2012 ruim 80.000 inwoners. Mpanda is de hoofdstad van het gelijknamige district.
De stad heeft een regionale luchthaven met verbindingen naar Dar es Salaam en Tabora. Mpanda ligt aan de autoweg B8 die het verbindt met Kasulu in het noorden en Sumbawanga in het zuiden.
Sinds 2000 is Mpanda de zetel van een rooms-katholiek bisdom.